# 雑誌コード
雑誌コード（ざっしコード）は、日本で流通する雑誌を管理するために使われている流通用管理コードである。雑誌のタイトルごとに5桁の数字で設定されるものであるが、発行される各号ごとに2桁の番号を加えることで単品管理することができる。雑誌の裏表紙左下に「雑誌 xxxxx-xx」（または「雑誌 xxxxx-xx/xx」）と書いてあるのがそれである。本項では雑誌コードを含めてバーコード化された、共通雑誌コードおよび定期刊行物コードについても説明する。

## 沿革
- 1954年10月 - 雑誌取次大手のトーハンが内部管理用にIBMコード（4桁）の使用を開始。[2]
- 1978年3月 - 日本出版取次協会が制定した5桁の新コード体系雑誌コードに移行。[2]
- 1986年 - 雑誌コードをJANコード体系に割り付けバーコード表示した共通雑誌コードを制定。
- 1991年6月 - 共通雑誌コードを改定。フラグを1桁減らし、定価を1桁増やす。[2]
- 2004年6月1日 - 共通雑誌コードに5桁のアドオンコードを付加した定期刊行物コード（雑誌）に改定。[2]
- 2013年8月1日 - 先頭が3で始まる雑誌コードを週刊誌用に運用開始。[3]

## 雑誌コード
雑誌コードは雑誌のタイトルごとに5桁の数字で設定される商品番号で、日本出版インフラセンターに設けられた雑誌コード管理センターが付与する。雑誌コードは永続的な一意性が保証されておらず、再利用されることがあるが、センターから付与された者以外が利用することは規約により禁じられている。
雑誌コードはタイトルごとに付与されるが、雑誌の各号を単品管理するために2桁の月号数をハイフンでつないで表示されている。POSシステムなどのシステムが導入されていない小売店では、この表示を用いて販売管理や返品処理などを行っている。POSシステムや流通過程においては後述のバーコード化されたコードが利用されているが、雑誌コード（および月号数）はその構成要素として用いられている。
雑誌コードは5桁で構成されるが、先頭1～2桁で発行形態を区別しており、それにより付番規則や運用方法が異なっている。
0,1 - 月刊誌
月刊誌より頻度の低い隔月刊や季刊を含む。雑誌コードは必ず奇数で付番され、通常号・本誌にはそれをそのまま用いるが、別冊・増刊号には1を加えて用いる。月号数は発行月に応じて01～12とする。
2,3 - 週刊誌
隔週刊や月2回刊を含む。雑誌コードは必ず下1桁が1で付番されるが、利用する場合は発行週に応じて1～5を用い、別冊・増刊号には6～9を用いる。月号数は発行月に応じて01～12として、両者を合わせることで○月○日号を区別する。
4,5 - コミックス
雑誌コードはシリーズ（漫画のレーベル）ごとに付番され、月号数には連番で00～99を用いる。これを超える場合には新たな雑誌コードが付番されるため、大規模なシリーズでは非常に多くの雑誌コードが割り当てられることになる。
6 - ムック
付番、運用についてはコミックスと同様。
7 - オーディオ商品
雑誌扱いのカセット・CD・DVDなど。付番、運用についてはコミックスと同様。
8 - 直販誌
タウン誌など。先頭2桁で刊行形態を区別しており、80,81,86,87,89は月刊誌、82,83,84,88は週刊誌にそれぞれ準じる。85は新聞となっており、雑誌コードは必ず奇数で付番され、月号数には連番で00～99を用いる。
9 - PB商品
販促品や書店への告知文書などを雑誌の荷物に混ぜて送付する場合、送品伝票には便宜的に「9」の形態コードを用いた雑誌コードを付記する場合が多い。

## 共通雑誌コード

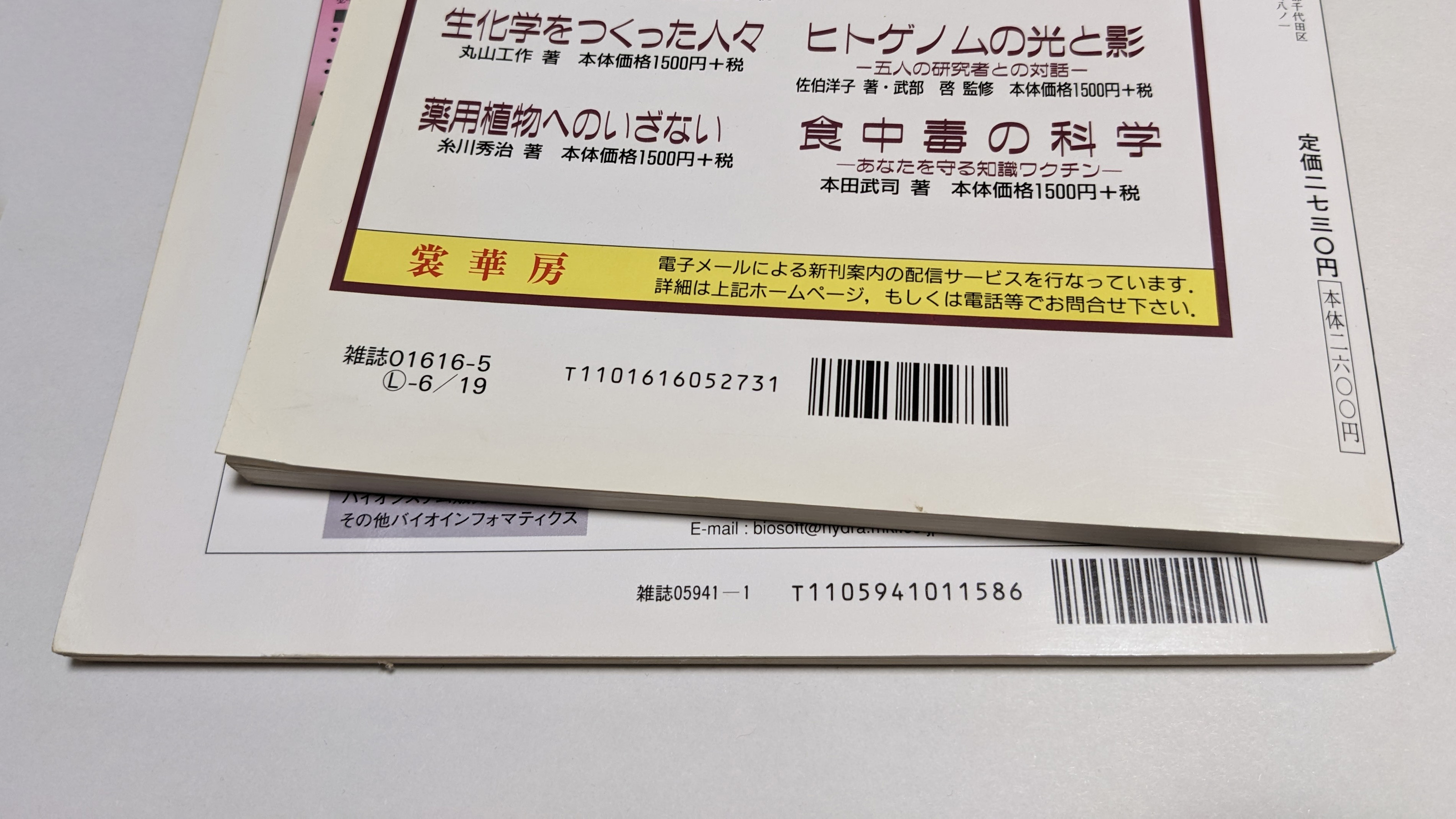
雑誌の裏表紙に印刷された雑誌コード表示（左側）と共通雑誌コード（右側）

共通雑誌コードは1986年から2004年まで使われていた雑誌用識別コード。#雑誌コードをJANコード体系に割り付けたものである（詳細はJANコードを参照）。バーコード化されている。
次の13桁から構成される。
AAABBBBBCCDDE
1991年12月の改定では定価の最大値を増やすため、識別コードを1桁削り定価を1桁増やしている。
AABBBBBCCDDDE
各パートの内容は次のとおり。
- A 識別コード
  - 491 - 固定（日本の雑誌）
  - 10 - 内税（消費税3%）
  - 11 - 外税（消費税5%）
- B 雑誌コード
  - #雑誌コードを参照
- C 月・号
  - #雑誌コードを参照
- D 価格
  - 10円単位で表示。
- E チェックデジット

共通雑誌コードは、俗にTコードと称されることもある。これは、バーコードに添えてOCR数字として表示する際、数字13桁の頭にTを付けて表示したことによる（なお、このTの表示は、OCRによる物流システムにおいて、後に続く数字13桁がJANコードであることを示す記号であり、共通雑誌コード以外でも用いられる）。

## 定期刊行物コード

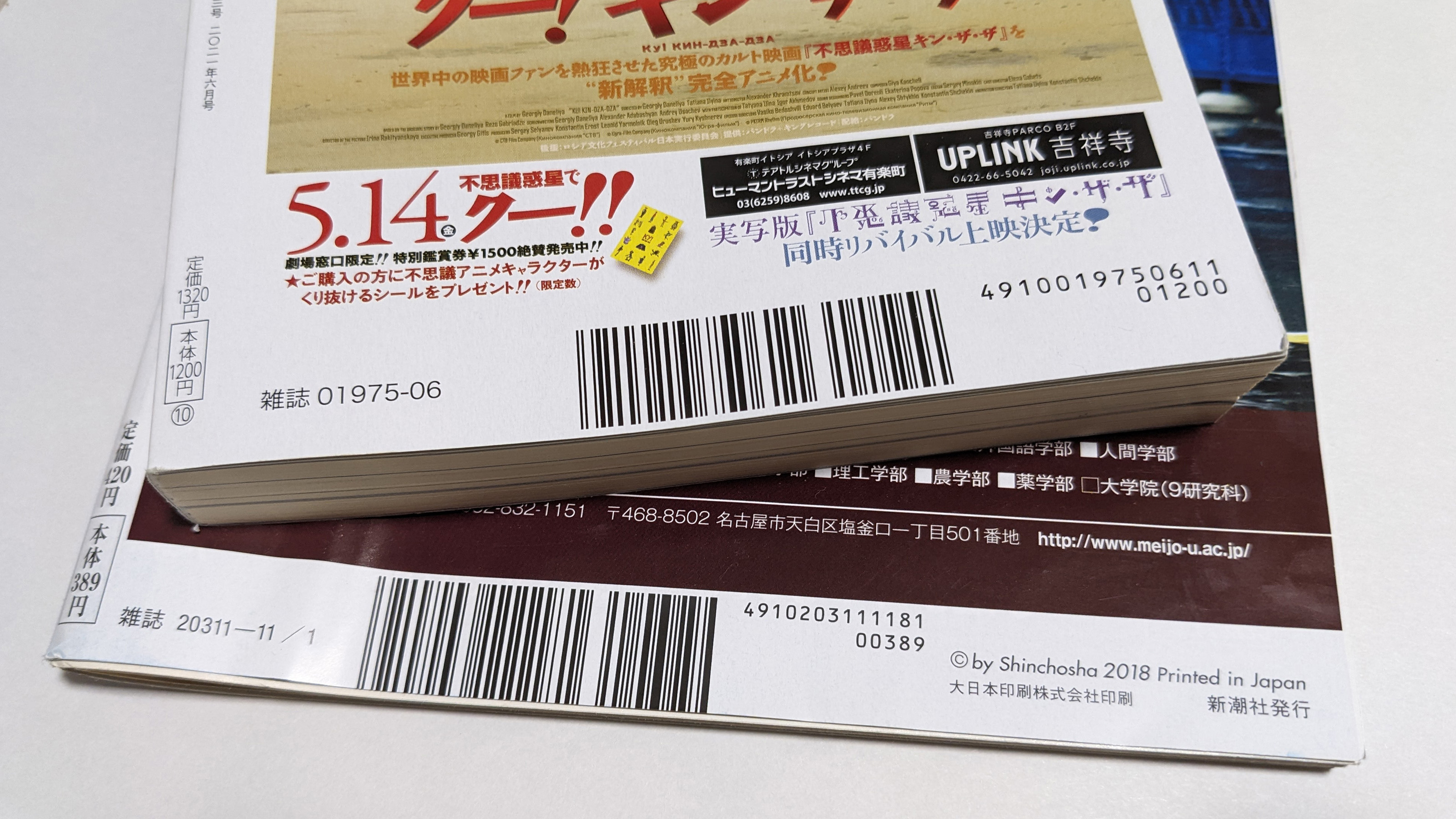
雑誌の裏表紙に印刷された雑誌コード表示（左側）と定期刊行物コード（右側）

定期刊行物コードは2004年6月1日から使われているバーコード化された雑誌用識別コード。対象は雑誌（週刊誌・月刊誌）のみで、コミックス、ムック、オーディオ商品などには振られているISBNコードに応じた書籍JANコードを用いる。
アメリカ・カナダで用いられていたUPCコードがEANコード（JANを含む）と2005年から統一されるにあたり、アメリカの国番号として 10-13 が使用されることになった。 これにより 11 を使用していた共通雑誌コードは重複を避けるため 491 で始まる定期刊行物コードに改定されることになった。
13桁のJANコードに5桁のアドオンコードを加えた計18桁から構成される。
AAABCCCCCDDEF-GHHHH
各パートの内容は次のとおり。
- A 定期刊行物フラグ
  - 491 で固定。
- B （予備コード1）
  - 当分は 0 で固定。
- C 雑誌コード
  - #雑誌コードを参照
- D 月・号
  - #雑誌コードを参照
- E 年号
  - 西暦年の下1桁を表示。
- F チェックデジット
- G （予備コード2）
  - 当分は 0 で固定。
- H 価格
  - 1円単位で表示。

## 雑誌コード管理センター
コードの配布は雑誌コード管理センターにより一元管理されている（実務はトーハン雑誌部に委託）。